# رولا سليمان
رولا سليمان، ولدت عام 1975، هي قس سيدة من أصل لبناني سوري، هي أول امراة تقلدت منصب في الوزارة المسيحية في العالم العربي، صدر الامر بتعيينها في 26 فبراير 2017.
ولدت سليمان بطرابلس بلبنان لاب سوري وام لبنانية، نشات بالكنيسة الانجيلية بطرابلس التي تقع بشارع الراهبات، ودرست اللاهوت تحت رعاية المجمع الإنجيلي الوطني في سوريا ولبنان، وهي كنيسة تضم 3000 عضو فقط.
بدات الخدمة في طرابلس عندما غاب القس الرسمي خلال 2006 وعندما تم تبديله بشكل دائم في 2009. صوت لها المجلس باغلبيه لتستلم العمل كبديل لاستقبال التعميد وغيرها من الأعمال الخدمية التي لايمكن ان تتم الا بوجود وزير متولي بشكل رسمي. وصرحت بانها بحاجة الي الصمت والصبر والعمل الدؤوب لتحقيق النجاح خلال فتره وجودها.
وفي مايو 2017 ظهر جدل حول رفض الحكومة البريطانية لطلب القس رولا سليمان علي تاشيرة السماح بزيارة الجمعية العامة لكنيسة اسكتلندا والتي تم دعوتها فيها لتلقي كلمة، ولقد تغير ذلك القرار بعد بضع أيام بعد تصريحات الكنيسة الاسكتلاندية، ولكن سليمان لم يسمح لها حتي الآن برحلة متوجهة من بيروت للمملكة المتحدة.